# Trại Thunderbolt
Trại Thunderbolt (còn gọi là Sân bay ROK Strip hoặc ROK Valley) là căn cứ cũ của Lục quân Hàn Quốc (ROKA) nằm ở phía tây Quy Nhơn thuộc tỉnh Bình Định, Việt Nam.

## Lịch sử

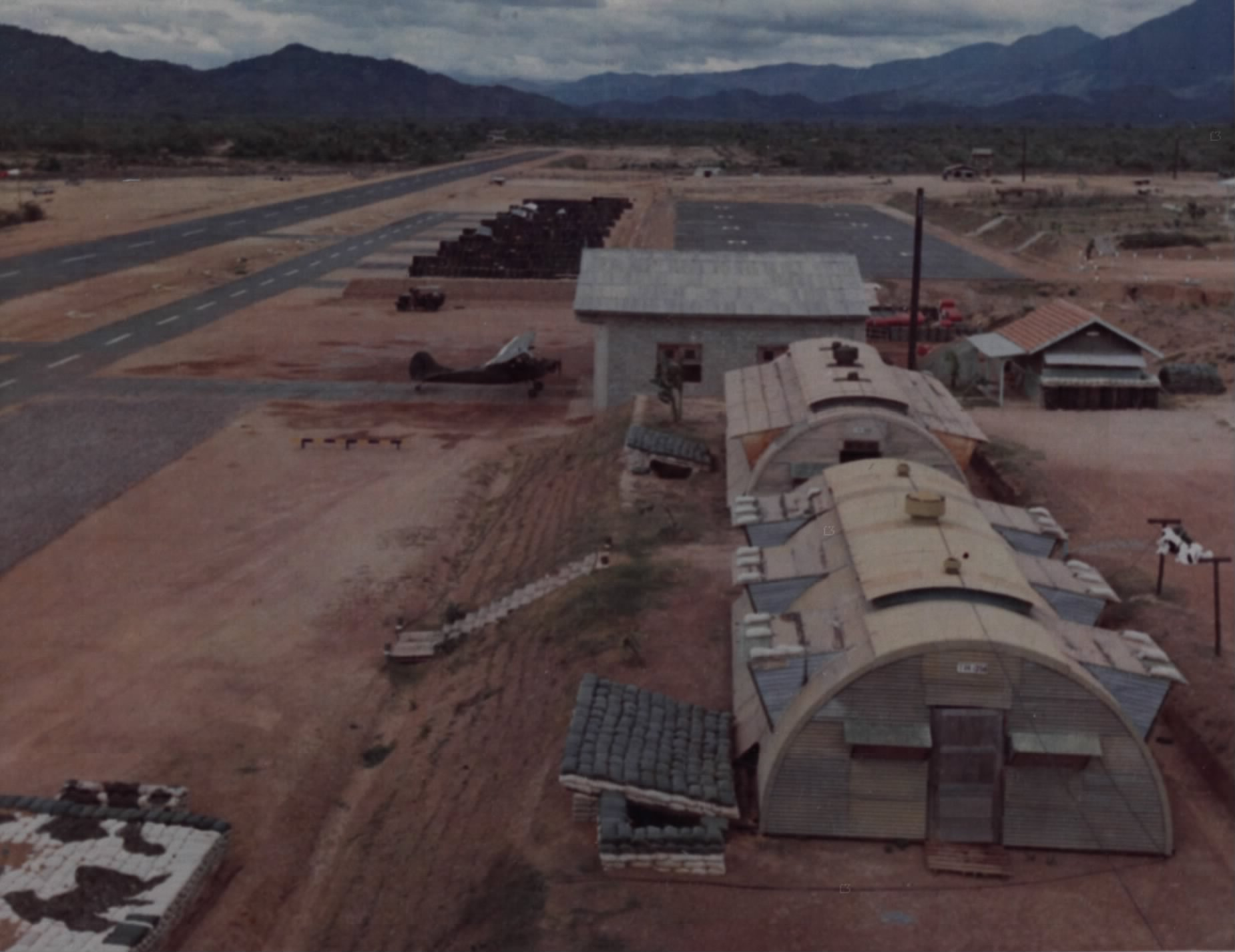
Sân bay ROK Strip, ngày 3 tháng 9 năm 1968.

Căn cứ này ban đầu được Tiểu đoàn 70 Công binh thành lập vào cuối năm 1965 cách Quy Nhơn khoảng 14 km về phía tây, cách Sân bay Lục quân Lane 5 km về phía nam và phía tây nam ngã tư Quốc lộ 19 và Quốc lộ 1. Tiểu đoàn 19 Công binh đã thực hiện những cải tiến tiếp theo cho căn cứ này.:34–5
Trại lính này vốn dĩ là căn cứ của Sư đoàn Bộ binh Cơ giới Thủ đô (còn gọi là Sư đoàn Mãnh Hổ) kể từ khi họ đến Việt Nam vào tháng 9 năm 1965 cho đến lúc rời đi vào tháng 3 năm 1973.
Ngày 5 tháng 3 năm 1971, chiếc CH-47C #67-18518 thuộc Đại đội Trực thăng Không yểm 180 khi đang tiếp cận Sân bay Lục quân Lane đã va chạm với một chiếc ROKA O-1D khiến cả hai máy bay đều rơi làm 5 hành khách và phi hành đoàn trên chiếc CH-47 và phi công của chiếc O-1 thiệt mạng.

## Hiện tại
Căn cứ này dường như vẫn được Quân đội Nhân dân Việt Nam sử dụng cho đến ngày nay.